# Bartramia leikipiae
Bartramia leikipiae är en bladmossart som beskrevs av C. Müller 1890. Bartramia leikipiae ingår i släktet äppelmossor, och familjen Bartramiaceae. Inga underarter finns listade i Catalogue of Life.